# Phil Jagielka
Philip Nikodem "Phil" Jagielka, född 17 augusti 1982 i Sale, är en engelsk före detta fotbollsspelare (mittback). Jagielka spelade sin första professionella fotbollsmatch 1999 för Sheffield United dit han återvände 2019 efter att ha spelat för Everton i 12 år. Han debuterade i det engelska landslaget 2008.

## Tidig karriär
Jagielka började sin karriär som mittfältare i det lokala laget Hale Barns United. Han provspelade med klubbar som Stoke, Everton och Manchester City innan han som 15-åring valde att gå till Sheffield United innan sin sextonde födelsedag 1998.

## Seniorkarriär

### Sheffield United
Jagielka tog vägen via klubbens ungdomslag innan han erbjöds ett proffskontrakt efter att, som okontrakterad ungdomsspelare, gjort debut för Sheffield United i säsongens avslutande ligamatch mot Swindon i maj 2000. Efter att ha startat den följande säsongen 2000–2001 bra skrev han ett treårskontrakt med klubben i januari 2001.
Säsongen 2002–2003 etablerade Jagielka sig på allvar och tog en plats i startelvan i A-laget. Leeds visade intresse för honom under säsongen men Sheffield deklarerade att Jagielka inte var till salu.
I april 2005 sade Jagielka sig vilja stanna i United trots intresse från flera Premier League-klubbar. Säsongen därpå var han med om att föra klubben upp till Premier League för första gången sedan 1994, och i augusti, första månaden på Premier League-säsongen, skrev han ett nytt treårskontrakt  och fick dessutom agera lagkapten ett par matcher i ordinarie kaptenen Chris Morgans frånvaro. I september gjorde han mål på halvvolley i 91:a minuten mot Middlesbrough, ett mål som innebar 2-1 och Sheffield Uniteds första seger för säsongen, tillika den första i Premier League sedan 1994.
Jagielka medverkade i varje ligamatch säsongerna 2004–2005 och 2005–2006, och varje minut av 2006–2007 - 133 matcher. Efter Sheffields omedelbara sorti från Premier League började Jagielka kopplas till andra klubbar, och lagkamrater, bland andra Paddy Kenny, sade att Jagielka är för bra för Championship och att det är dags för honom att röra på sig.

### Everton
4 juli 2007 skrev Jagielka på ett femårskontrakt med Everton, den högsta summan som dittills betalats för en Sheffield United-spelare. Efter en medioker start som Everton-spelare spelade han upp sig och var förstavalet som mittback till säsongen 2008–2009. Den säsongen blev han dessutom utsedd till årets spelare i klubben, men ådrog sig dessvärre en korsbandsskada på slutet av säsongen som höll honom borta från fotbollsplanen i nästan ett år. Han återvände med ett inhopp i Europa League mot Sporting Lissabon i februari 2010.

### Återkomst i Sheffield United
Den 4 juli 2019 återvände Jagielka till Sheffield United, där han skrev på ett ettårskontrakt. I augusti 2020 förlängde Jagielka sitt kontrakt i klubben med ett år.

### Derby County
Den 17 augusti 2021 värvades Jagielka av Derby County, där han skrev på ett korttidskontrakt fram till januari 2022. Jagielka debuterade följande dag i en 1–0-vinst över Hull City, vilket var hans första match i Championship sedan april 2006. Den 14 januari 2022 lämnade Jagielka klubben.

### Stoke City
Den 15 januari 2022 värvades Jagielka av Championship-klubben Stoke City, där han skrev på ett kontrakt över resten av säsongen. Jagielka debuterade redan följande dag i en 2–0-vinst över Hull City. I maj 2022 förlängde han sitt kontrakt med ett halvår, och i december 2022 förlängde Jagielka sitt kontrakt över resten av säsongen.

## Landslagskarriär
Jagielka blev uttagen i Englands A-landslag för första gången den 11 maj 2008 till matcherna mot USA och Trinidad & Tobago, och har sedan dess representerat det engelska landslaget 21 gånger.
Den 12 maj 2014 blev Jagielka uttagen i Englands trupp till fotbolls-VM 2014 av förbundskaptenen Roy Hodgson.